# Cucurbitaria echinata
Cucurbitaria echinata är en svampart som beskrevs av Ellis & Everh. Cucurbitaria echinata ingår i släktet Cucurbitaria och familjen Cucurbitariaceae.   Inga underarter finns listade i Catalogue of Life.